# ITF Women's Circuit Vigo
L'ITF Women's Circuit Vigo è un torneo professionistico di tennis giocato su campi in cemento. Fa parte dell'ITF Women's Circuit. Si gioca annualmente a Vigo in Spagna.

## Albo d'oro

### Singolare
| Anno | Campionessa   | Finalista  | Punteggio           |
| ---- | ------------- | ---------- | ------------------- |
| 2011 | Iryna Brémond | Julie Coin | 7–6(3), 1–6, 7–6(3) |

### Doppio
| Anno | Campionesse                  | Finaliste                      | Punteggio |
| ---- | ---------------------------- | ------------------------------ | --------- |
| 2011 | Claudia Giovine Justine Ozga | Vanesa Furlanetto Aranza Salut | 6–1, 6–3  |